# Pristurus ornithocephalus
Pristurus ornithocephalus es una especie de gecos de la familia Sphaerodactylidae.

## Distribución geográfica
Es endémica del sur del Yemen.